# 小川徳治
小川 徳治（おがわ とくじ、1905年8月2日 - 2001年1月5日）は、日本の経済学者。立教大学経済学部元教授。専門は貿易商務。恩師のポール・ラッシュとともに立教大学にアメリカンフットボール部を創設して部長を務め、明治大学のアメリカンフットボール部の創設も支援した。日本アメリカンフットボール協会理事長も務め、フットボールの発展に携わった。日本アメリカンフットボール殿堂顕彰者。立教大学学生部長、就職部長、総務部長など大学運営の要職も務めたほか、立教大学の硬式野球部や空手部、スキー部の各部長も歴任し、アメリカンフットボールのみならず学生スポーツの振興に大きく貢献した。

## 人物・経歴
東京市小石川区原町に小川延秋の二男として生まれる。1924年（大正13年）3月、私立豊山中学校（現・日本大学豊山中学校・高等学校）卒業。同年4月、立教大学予科商科入学。1926年（大正15年）3月、同予科卒業。同年4月、立教大学商学部商学科入学。
在学中の1927年(昭和2年)に、教授であるポール・ラッシュ博士の教えを受けていた小川は、立教、早稲田、明治、慶應、東京商科（現・一橋）の5大学で個別に活動していたESS（英語会）の学生たちに呼びかけて、明治大学生であった松本瀧蔵とともに、発起人として学生組織である英語会大学連盟を設立する。

当時、ポール・ラッシュの職員寮であった立教大学五番館は、他大学を含めた学生たちの溜まり場となり、小川と松本もそこに出入りする「五番館ボーイズ」と呼ばれる学生であった。ESSは、ラッシュがスポンサーとなり、東京の飛行会館で英語劇コンテストを開催するなど、活動の幅を拡げた。またラッシュは小川ら立教大学の教え子とともに聖徒アンデレ同胞会を創始し、東京の大学に広めていった。
1929年（昭和4年）3月、立教大学商学部を卒業。1931年（昭和6年）2月、ペンシルベニア大学商科大学院（ウォートン・スクール）入学。そこで、本場アメリカで人気スポーツとなっていたアメリカンフットボールを体験する。1933年（昭和8年）7月、同大学院卒業、MBA学位取得。
1933年（昭和8年）9月、立教大学予科講師に就任。従来の商学部が1931年（昭和6年）に経済学部と改称して、新体制として発足していた状況での赴任であった。この頃から昭和10年代初期にかけて、立教大学経済学部は、資料室の設置を始め、研究室の整備、演習制度の確立、『立教経済学研究』の創刊など、現在の経済学部の研究・教育体制の基盤が作られていった。
1934年（昭和9年）4月、立教大学予科専任講師に就任。1936年（昭和11年）4月、立教大学予科教授に就任。
日米開戦となり、1942年（昭和17年）5月15日、シンガポールに昭南興亜訓練所が設立されると、初代所長に就任（当時は少尉）。 訓練所は、将来マレー各州の有能な現地人官吏を養成する目的で日本軍が作ったものだが、小川はマレー各州から選抜された生徒93名の青年に対して教育を行った。小川は「日本精神は理論はいらない。本当に正しい日本人が、己が持てる最高のまごころと情熱を対手に伝える指導者精神を持つという信念が大切である。」と説いて指導を行った。特にその教育は実践躬行であり、教官が先頭に立って、水を汲み、教練の歩調を取り、鍬を振って大地を耕し、教官も生徒の立場もなくお互いに抱き合って寝手を握って語り合ったとされる。中尉で終戦となり戦後は再び立教大学教授に戻ることとなる。
1949年（昭和24年）、立教大学が新制大学として新発足するにあたり、経済学部教授に就任。経済学部の専任として商業英語・貿易通信を担当する。
学生部長、就職部長、総務部長など大学運営の要職も歴任し、戦後の立教大学の充実と発展とともに学生生活の指導に多大な貢献をした。
1971年（昭和46年）3月、38年間にわたって勤めた教職の定年を迎えたが、非常勤講師として引き続き学生の指導に務めた。

## スポーツの振興
1933年（昭和8年）、立教大学の講師に就いた小川は、立教大学アメリカンフットボール部を創設し部長となった。同時にポール・ラッシュとともに、松本瀧蔵らが中心となり設立に向けていた明治大学アメリカンフットボール部の創部を支援した。
1934年（昭和9年）10月28日に、五番館ボーイズとしてESS大学連盟をまとめた小川と松本が中心となり、立教大学・明治大学・早稲田大学の3校で、立教大学五番館において東京学生アメリカンフットボール連盟（東京学生米式蹴球連盟）を創立した。 理事長にはラッシュが就任し、関東学生アメリカンフットボール連盟（関東学連）の歴史に幕が開いた。
競技指導はオハイオ大学で選手経験があるジョージ･マーシャル（立教大学教授）が担当した。1934年（昭和9年）11月29日に連盟は競技紹介のためエキシビジョン・ゲームを神宮競技場で開催したが、約1万5000人もの観衆が詰め掛けた。試合は立教・明治・早稲田の選抜チームと横浜カントリイ・アスレチック・クラブ（YCAC）の外国人チームが対戦したが、これが日本で初めてのアメリカンフットボールの試合とされる。 

同年12月8日には、日本で最初のアメリカンフットボールのリーグ戦である東京学生リーグが開幕し、立教大学池袋グラウンドで初戦の立教大学対明治大学戦が開催された。
小川は関東学連創設期に防具の国産化を推進したほか、連盟の総務担当として競技場の交渉と手配にあたるなど、経理も担当し実務的な連盟活動の推進者として貢献する。 
アメリカンフットボール以外でも立教大学空手部初代部長(1940～1943）、スキー部第3代部長も歴任した。
戦時中、アメリカンフットボールは敵性スポーツとして中断を余儀なくされ、ポール・ラッシュも帰国する。
戦後、ポール・ラッシが再来日し、アメリカンフットボールの復興が進められ、明治神宮外苑競技場で第1回ライスボウルの幕が切って落とされ、ラッシュが始球式のキックを行った。
小川は1963年－1964年と、1969年－1970年と2度にわたって日本アメリカンフットボール協会理事長を務めた。
1951年（昭和26年）から1954年（昭和29年）には立教大学野球部第5代部長も務めた。 日本聖徒アンデレ同胞会の顧問も務めている。
2004年（平成16年）7月3日には、アメリカンフットボールの功労者として第1回アメリカンフットボール殿堂入り顕彰者に選ばれた。

## 主な著作
- 『貿易実務』商英社 1935年（昭和10年）3月
- 『外国貿易商務』商英社 1940年（昭和15年）年3月
- 『The Care of Foreign Trade』坂根書房 1968年（昭和43年）3月